# Bray, Saône-et-Loire
Bray är en kommun i departementet Saône-et-Loire i regionen Bourgogne-Franche-Comté i östra Frankrike. Kommunen ligger i kantonen Cluny som tillhör arrondissementet Mâcon. År 2022 hade Bray 128 invånare. Kommunens västra gräns utgörs av floden Grosne

## Befolkningsutveckling
Antalet invånare i kommunen Bray
| Referens: INSEE |